# Das heiße Eisen
Das heiße Eisen ist die vierzehnte Folge der ersten Staffel der US-amerikanischen Fernsehserie The West Wing – Im Zentrum der Macht.
Die Folge befasst sich primär mit einem Todesurteil für ein Kapitalverbrechen. Da während des Sabbat kein Mensch hingerichtet werden darf, haben sowohl Präsident Bartlet als auch sein Beraterstab um Toby Ziegler und Sam Seaborn zwei Tage Zeit, um nach einem Weg zu suchen, die Strafe auszusetzen. Sie werden dabei auch mit den Ansichten verschiedener Religionen konfrontiert. Josh Lyman trifft sich derweil mit der taubstummen Wahlkampfmanagerin Joey Lucas aus Kalifornien, die sich über die fehlende finanzielle Rückdeckung der Partei beschwert.
Für ihre Arbeit an der Folge wurden die Drehbuchautoren im Jahr 2000 mit dem Humanitas-Preis ausgezeichnet und für den Writers Guild of America Award nominiert. Auch bei der Emmy-Verleihung 2000 wurde die Folge einmal nominiert.

## Handlung
An einem Freitagabend erhält Sam Seaborn kurz vor seinem Segelurlaub einen Anruf von einem Pflichtverteidiger namens Bobby Zane, mit dem er früher zur Schule gegangen war. Zanes Antrag auf Aussetzung der Todesstrafe für seinen Mandanten Simon Cruz, der zwei Mitglieder eines Drogenkartells getötet hat, wurde soeben vom Obersten Gerichtshof abgelehnt. Er soll daher in der Nacht von Sonntag auf Montag in einem Bundesgefängnis in Indiana per Injektion hingerichtet werden. Zane bittet Sam darum, sich beim Präsidenten für eine Begnadigung einzusetzen. Sam zeigt sich skeptisch, teilt ihm aber mit, welche Synagoge Toby Ziegler am nächsten Morgen besuchen würde. Er informiert daraufhin noch Leo McGarry darüber, dass der Oberste Gerichtshof mit 5-3 gegen die Zurückweisung des Falls an das Berufungsgericht entschieden hat und Cruz am Montag hingerichtet werden würde. Leo zeigt sich verwundert über den Zeitpunkt der Hinrichtung; Sam erklärt ihm, dass zwischen den jeweiligen Sonnenuntergängen am Freitag und Sonntag, also am Sabbat, keine Personen hingerichtet werden dürfen. Am nächsten Morgen stellt Donna Moss fest, dass Josh Lyman nach einer Junggesellenparty etwas angeschlagen ist. Noch am Abend zuvor hatte Sam ihn darum gebeten, sich mit einem Wahlkampfmanager eines Kandidaten für das Repräsentantenhaus zu treffen. Unterdessen wird Präsident Bartlet nach einem Aufenthalt in Stockholm von Leo am Flughafen empfangen.
Sam, noch immer im Büro, ruft am Samstagmorgen den in der Synagoge sitzenden Toby an und fragt ihn, ob der Rabbiner gerade eine Rede über die Todesstrafe hält. Toby bestätigt dies, woraufhin Sam ihn darüber informiert, dass die Berufung abgelehnt wurde. Derweil stellt Josh bei einem Treffen mit der Wahlkampfmanagerin Joey Lucas fest, dass sie eine taubstumme Frau ist und nicht wie zunächst erwartet ein Mann. Sie möchte erfahren, warum die Partei der Wahlkampagne ihres Kandidaten Bill O’Dwyer die Gelder gestrichen hat. Kurz darauf debattieren Sam, Toby, Josh und Mandy Hampton über eine mögliche Umwandlung der Strafe durch den Präsidenten. Josh wirft ein, dass Abraham Lincoln der letzte Präsident war, der eine Todesstrafe umgewandelt hat. Toby spricht sich dagegen aus, da Cruz von einem mexikanischen Gericht wegen dreier Morde verurteilt wurde. Sam setzt sich für eine Aussetzung ein, da er die Verteidigung des Mandanten als nicht optimal ansieht. Währenddessen schildert Leo dem Präsidenten die Situation. Präsident Bartlet stellt in den Raum, dass dies ein Problem des Gouverneurs von Michigan sei. Leo beruft sich auf den Drug Kingpin Act von 1988, der die Todesstrafe in einem solchen Fall erlaube und entgegnet, dass Cruz von einem Bundesanwalt angeklagt wurde und der Fall damit in seine Zuständigkeit fällt. Nach der Unterhaltung mit Leo bittet Präsident Bartlet Charlie Young um ein Telefonat mit dem Papst und auch darum, den Priester Thomas Cavanaugh einzubestellen. Er fragt ihn auch, ob er sich wünsche, dass der Mörder seiner Mutter hingerichtet würde. Charlie sagt, er würde die Hinrichtung lieber selbst vornehmen.
Josh führt derweil das Treffen mit Joey Lucas fort, die den republikanischen Amtsinhaber für den 46. Bezirk von Kalifornien mit ihrem Kandidaten schlagen möchte. Er gesteht, dass man die Gelder gekürzt habe, da der Wahlkampf ihres Kandidaten zu erfolgreich verlaufe. Es sei für die Partei günstiger eine Gegenwerbung zu starten, sobald er sich abfällig über dunkelhäutige Menschen äußert. Als Joey ein Treffen mit dem Präsidenten fordert, schließt dies völlig aus. Unerwarteterweise steht nun Präsident Bartlet in der Tür seines Büros und lädt Joey Lucas und ihren Dolmetscher Kenny Thurman zu einer Unterhaltung ins Oval Office. Auf Nachfrage spricht sich Joey gegen die Todesstrafe aus und verweist bei der Nennung diverser Theologen und Philosophen, die die Todesstrafe unterstützen, darauf, dass diese aus einem anderen Jahrhundert stammen. Dass sich die Mehrheit der US-amerikanischen Bevölkerung für die Todesstrafe ausspricht, sei ein politisches Problem. Angesprochen auf ihren Wahlkampf erklärt Präsident Bartlet, dass ihr Kandidat nicht überzeugend genug sei. Am Sonntagmorgen trifft sich Toby in der Synagoge mit seinem Rabbiner, der am Vortag die Predigt über die Todesstrafe hielt. Rabbi Glassman gesteht, dass es das Ziel seiner Predigt war, Toby und somit die Regierungsposition zur Todesstrafe zu beeinflussen. Toby stellt fest, dass die Tora die Todesstrafe nicht verbietet. Der Rabbiner macht auch an anderen Beispielen aus der Tora deutlich, dass dies gemessen an modernen Maßstäben falsch sei. Die Gesellschaft habe das Recht zu bestrafen, aber nicht rachsüchtig zu sein und zu töten. Unterdessen sprechen C.J. Cregg und Mandy über die bevorstehende Hinrichtung. C.J. zeigt sich furchtlos davor, den Präsidenten nach der Exekution über den Tod von Cruz zu unterrichten. Sie bedrücke nur, dass sie den Vornamen seiner Mutter kenne.
Sechs Stunden vor der Hinrichtung setzt sich Toby beim Präsidenten dafür ein, die Hinrichtung auszusetzen. Zwar spreche sich die Tora nicht dagegen aus, es habe aber gemäß jüdischem Recht juristische Restriktionen gegeben, um dies zu verbieten. Solche Restriktionen würden in der derzeitigen US-Strafjustiz nicht existieren. Laut Toby sollte es dem Staat verboten sein, Menschen zu töten. Präsident Bartlet gibt seine Position nicht preis, im darauffolgenden Gespräch mit Leo führt er allerdings Argumente dagegen an. Das Aussetzen von Hinrichtungen dürfe nicht von Präsident zu Präsident schwanken. So könne sein Nachfolger Probleme mit dem 8. Zusatzartikel zur Verfassung bekommen. Leo entgegnet ihm, dass das dann nicht mehr sein Problem wäre. Folglich macht Leo Sam deutlich, dass er nicht mit dem Präsidenten sprechen könne. Die Regierung sei unvorbereitet auf diese Situation gewesen. Vor ihrem Rückflug nach Kalifornien trifft sich Joey nochmals mit Josh. Er soll ihr im Auftrag des Präsidenten eine Entschuldigung ausrichten. Joey gesteht, dass sie auch nicht überzeugt von ihrem Kandidaten sei. Wie Josh sagt, habe der Präsident in Joey eine überzeugendere Anwärterin für den Sitz gesehen. Kurz vor Mitternacht trifft sich Präsident Bartlet mit dem einbestellten Priester Thomas Cavanaugh. Bartlet und sein Stab hätten das gesamte Wochenende nach einem Ausweg gesucht, um die Hinrichtung auszusetzen. Vater Cavanaugh zitiert aus der Bibel den Vers „Mein ist die Rache, spricht der Herr“ und bezeichnet dies als den gesuchten Ausweg. Er erläutert, dass Gott der Einzige sei, der über den Tod von Menschen bestimmen könne und erzählt ihm eine Geschichte. Gott habe ihm einen Priester, einen Rabbiner und einen Quäker in Form von Joey Lucas geschickt und die Hinrichtung trotzdem nicht verhindern können. Abschließend nimmt Vater Cavanaugh dem Präsidenten die Beichte für seine Sünde ab.

## Besetzung

### Hauptbesetzung
- Rob Lowe als Sam Seaborn, stellvertretender Kommunikationsdirektor des Weißen Hauses
- Moira Kelly als Mandy Hampton, Medienberaterin des Weißen Hauses
- Dulé Hill als Charlie Young, persönlicher Assistent des Präsidenten
- Allison Janney als C.J. Cregg, Pressesprecherin des Weißen Hauses
- Richard Schiff als Toby Ziegler, Kommunikationsdirektor des Weißen Hauses
- John Spencer als Leo McGarry, Stabschef des Weißen Hauses
- Bradley Whitford als Josh Lyman, stellvertretender Stabschef des Weißen Hauses
- Martin Sheen als President Josiah Bartlet, Präsident der Vereinigten Staaten

### Nebenbesetzung
- Devika Parikh als Bonnie, Assistentin im Kommunikationsbüro
- Ellen Sugarman als Cantor, Pflichtverteidiger
- Melissa Fitzgerald als Carol, Assistentin von C.J. Cregg
- Joe Cosgrove als Peter Hayes, Pflichtverteidiger
- Richard Gross als Bailiff
- Juan A. Riojas als Secret Service Agent
- Carmela Rioseco als Sophia Cruz, Mutter von Simon Cruz

## Rezeption

### Kritikerstimmen
Über 900 Nutzerbewertungen der Internet Movie Database ergaben eine durchschnittliche Bewertung von 8,9 aus 10 Punkten (Stand: 8. November 2020). Damit liegt Das heiße Eisen verglichen mit den anderen Folgen der ersten Staffel auf dem fünften Platz. Im Kontext aller 154 regulären Folgen belegt die Folge den 20. Platz (Stand: 8. November 2020).

### Auszeichnungen
Im Jahr 2000 wurde Das heiße Eisen in der Kategorie 60 Minuten mit dem Humanitas-Preis ausgezeichnet.
Für ihre Arbeit an dieser Folge wurden die Drehbuchautoren zudem für den Writers Guild of America Award in der Kategorie Television: Episodic Drama nominiert. Eine weitere Nominierung erhielt Martin Sheen, der Darsteller von Präsident Bartlet, bei der Primetime-Emmy-Verleihung 2000 in der Kategorie Bester Hauptdarsteller in einer Dramaserie.